# Loxoblemmus nurroo
Loxoblemmus nurroo är en insektsart som beskrevs av Otte, D. och R.D. Alexander 1983. Loxoblemmus nurroo ingår i släktet Loxoblemmus och familjen syrsor. Inga underarter finns listade i Catalogue of Life.